# Superpuchar Europy UEFA 1976
Mecze o Superpuchar Europy 1976 zostały rozegrane 17 i 30 sierpnia 1976 roku pomiędzy Bayernem Monachium, zwycięzcą Pucharu Europy Mistrzów Klubowych 1975/1976 oraz Anderlechtem, triumfatorem Pucharu Zdobywców Pucharów 1975/1976. Anderlecht zwyciężył w dwumeczu 5:3, tym samym wygrywając Superpuchar Europy po raz pierwszy w historii klubu. 

## Droga do dwumeczu

### RSC Anderlecht
| Sezon   | Rozgrywki                 | Runda | Przeciwnik          | Dom     | Wyjazd  | Ogólnie |
| ------- | ------------------------- | ----- | ------------------- | ------- | ------- | ------- |
| 1975/76 | Puchar Zdobywców Pucharów | 1R    | Rapid Bukareszt     | 2–0     | 0–1     | 2–1     |
| 1975/76 | Puchar Zdobywców Pucharów | 1/8   | FK Borac Banja Luka | 3–0     | 0–1     | 3–1     |
| 1975/76 | Puchar Zdobywców Pucharów | 1/4   | Wrexham             | 1–0     | 1–1     | 2–1     |
| 1975/76 | Puchar Zdobywców Pucharów | 1/2   | Sachsenring Zwickau | 2–0     | 3–0     | 5–0     |
| 1975/76 | Puchar Zdobywców Pucharów | F     | West Ham United     | 4–2 (N) | 4–2 (N) | 4–2 (N) |

### Bayern Monachium
| Sezon   | Rozgrywki     | Runda | Przeciwnik       | Dom     | Wyjazd  | Ogólnie |
| ------- | ------------- | ----- | ---------------- | ------- | ------- | ------- |
| 1975/76 | Puchar Europy | 1R    | Jeunesse Esch    | 3–1     | 5–0     | 8–1     |
| 1975/76 | Puchar Europy | 2R    | Malmö FF         | 2–0     | 0–1     | 2–1     |
| 1975/76 | Puchar Europy | 1/4   | SL Benfica       | 5–1     | 0–0     | 5–1     |
| 1975/76 | Puchar Europy | 1/2   | Real Madryt      | 2–0     | 1–1     | 3–1     |
| 1975/76 | Puchar Europy | F     | AS Saint-Étienne | 2–0 (N) | 2–0 (N) | 2–0 (N) |

## Szczegóły meczu

### Pierwszy mecz
Pierwsze spotkanie finału odbyło się 17 sierpnia 1976 na Stadionie Olimpijskim w Monachium. Frekwencja na stadionie wyniosła 41 000 widzów. Mecz sędziował Ken Burns z Anglii. Mecz zakończył się zwycięstwem Bayernu 2:1. Bramki dla Bayernu strzelił Gerd Müller w 58. i 88. minucie. Bramkę dla Anderlechtu strzelił Arie Haan w 66. minucie.
| 17 sierpnia 1976 | Bayern Monachium · Müller 58', 88' | 2:10:1Raport | RSC Anderlecht · Haan 66' | Stadion Olimpijski, Monachium · Widzów: 41.000 · Sędzia: Ken Burns Anglia |
|                  |                                    |              |                           |                                                                           |

| Bayern Monachium | Anderlecht |

| BAYERN MONACHIUM |    |                          |
|                  |    |                          |
| BR               | 1  | Sepp Maier               |
| OB               | 8  | Jupp Kapellmann          |
| OB               | 4  | Udo Horsmann             |
| OB               | 2  | Hans-Georg Schwarzenbeck |
| OB               | 3  | Franz Beckenbauer (c)    |
| PO               | 5  | Conny Torstensson        |
| PO               | 6  | Bernd Dürnberger         |
| PO               | 7  | Uli Hoeneß               |
| PO               | 9  | Karl-Heinz Rummenigge    |
| NA               | 10 | Gerd Müller              |
| NA               | 11 | Rainer Künkel            |
| Trener           |    |                          |
| Dettmar Cramer   |    |                          |

| ANDERLECHT       |    |                        |  |     |
|                  |    |                        |  |     |
| BR               | 1  | Jan Ruiter             |  |     |
| OB               | 5  | Jean Dockx             |  | 64' |
| OB               | 2  | Gilbert Van Binst      |  |     |
| OB               | 3  | Hugo Broos             |  |     |
| OB               | 4  | Erwin Vandendaele (c)  |  |     |
| PO               | 8  | Arie Haan              |  |     |
| PO               | 7  | Ludo Coeck             |  |     |
| PO               | 9  | Franky Vercauteren 82' |  |     |
| NA               | 10 | Peter Ressel           |  |     |
| NA               | 6  | François Van der Elst  |  |     |
| NA               | 11 | Rob Rensenbrink        |  |     |
| Zmiany:          |    |                        |  |     |
| OB               | 14 | Michel De Groote       |  | 64' |
| Trener:          |    |                        |  |     |
| Raymond Goethals |    |                        |  |     |

### Drugi mecz
Drugie spotkanie finału odbyło się 30 sierpnia 1976 na Stade Constant Vanden Stock w Brukseli. Frekwencja na stadionie wyniosła 35 000 widzów. Mecz sędziował Paul Schiller z Austrii. Mecz zakończył się zwycięstwem Anderlechtu 4:1. Bramki dla Anderlechtu strzelali Rob Rensenbrink w 20. i 82. minucie, François Van der Elst w 25. minucie oraz Arie Haan w 59. minucie. Bramkę dla Bayernu strzelił Gerd Müller w 63. minucie.
| 30 sierpnia 1976 | RSC Anderlecht · Rensenbrink 20', 82' · Van der Elst 25' · Haan 59' | 4:12:0Raport | Bayern Monachium · Müller 63' | Stade Constant Vanden Stock, Bruksela · Widzów: 35.000 · Sędzia: Paul Schiller Austria |
|                  |                                                                     |              |                               |                                                                                        |

| Anderlecht | Bayern Monachium |

| ANDERLECHT       |    |                       |
|                  |    |                       |
| BR               | 1  | Jan Ruiter            |
| OB               | 5  | Jean Dockx            |
| OB               | 2  | François Van der Elst |
| OB               | 3  | Hugo Broos            |
| OB               | 4  | Erwin Vandendaele (c) |
| PO               | 6  | Arie Haan             |
| PO               | 8  | Franky Vercauteren    |
| PO               | 7  | Ludo Coeck            |
| NA               | 9  | Peter Ressel          |
| NA               | 11 | Rob Rensenbrink       |
| NA               | 10 | Duncan McKenzie       |
| Trener:          |    |                       |
| Raymond Goethals |    |                       |

| BAYERN MONACHIUM |    |                              |  |     |
|                  |    |                              |  |     |
| BR               | 1  | Sepp Maier                   |  |     |
| OB               | 2  | Björn Andersson              |  |     |
| OB               | 5  | Udo Horsmann                 |  |     |
| OB               | 3  | Hans-Georg Schwarzenbeck 41' |  |     |
| PO               | 4  | Franz Beckenbauer (c)        |  |     |
| PO               | 6  | Jupp Kapellmann              |  |     |
| PO               | 7  | Bernd Dürnberger             |  |     |
| PO               | 8  | Conny Torstensson            |  |     |
| NA               | 9  | Karl-Heinz Rummenigge        |  |     |
| NA               | 10 | Gerd Müller                  |  |     |
| NA               | 11 | Uli Hoeneß                   |  | 85' |
| Zmiany           |    |                              |  |     |
| PO               | 12 | Rainer Künkel                |  | 85' |
| Trener           |    |                              |  |     |
| Dettmar Cramer   |    |                              |  |     |

| Superpuchar Europy (1976)     |
| ----------------------------- |
| Belgia                        |
| RSC Anderlecht Pierwszy Tytuł |